# Acneus burnelli
Acneus burnelli är en skalbaggsart som först beskrevs av Kenneth Fender 1962.  Acneus burnelli ingår i släktet Acneus och familjen Psephenidae. Inga underarter finns listade i Catalogue of Life.